# Ricardo Ferrero Porcarelli
Ricardo Ferrero Porcarelli, né le 5 avril 1955 à Las Varillas (Argentine) et mort le 16 novembre 2015, est un joueur argentin de football qui jouait au poste de gardien de but. Il s'est ensuite reconverti en entraîneur.

## Carrière
Il a fait ses débuts le 5 mars 1975 avec Rosario Central, entraîné par Carlos Timoteo Griguol. Il était surnommé Oso (ours) en partie à cause de son apparence physique et en partie à cause de son héritage, car c'était le surnom du célèbre gardien de but centralista Octavio Díaz. Sur le plan esthétique, il se distinguait par sa moustache abondante et par le fait qu'il portait la combinaison de gardien de but du Grêmio de Porto Alegre à la fin des années 1970, un cadeau du gardien Manga après un match amical.
Après le départ de Carlos Biasutto de la cage de Canalla, le club disposait de deux jeunes gardiens de but d'excellent niveau, Héctor Zelada et Oso Ferrero. Ils ont alterné les fonctions de gardien de but titulaire pendant quatre saisons. Tous deux parviennent à maintenir des moyennes de buts encaissés très basses : Zelada a encaissé 85 buts en 92 matchs (moyenne de 0,924), tandis que Ferrero, jusqu'à son départ en 1980, n'a encaissé que 177 buts en 180 matchs (moyenne de 0,983). Le niveau des deux était si élevé que Griguol a déclaré qu'avec les deux, il avait un Kempes.
Après plusieurs campagnes où l'équipe a montré un très bon niveau, la consécration est venue lors du championnat national de 1980. Ferrero a été titulaire jusqu'au match aller du quart de finale contre Unión de Santa Fe, au cours duquel il a été expulsé. Lors du match retour, c'est Daniel Carnevali, joueur de la Coupe du monde 1974, revenu au club l'année précédente, qui est dans les buts ; il réalise une belle performance, avec notamment un arrêt sur penalty, ce qui conduit l'entraîneur Angel Tulio Zof à le garder comme titulaire jusqu'à la fin du tournoi.
Ferrero dans l'équipe gagnante de 1980, escorté par Edgardo Bauza et Oscar Craiyacich.
Ferrero est le troisième gardien ayant joué le plus de matchs pour Rosario Central, derrière Gato Andrada (283 matchs) et Carlos Biasutto (189).
À la fin du Nacional 1980, il est transféré à Cruz Azul ; il fait ses débuts dans le football mexicain le 11 janvier 1981, lors d'un match contre le Deportivo Toluca. Il a été engagé pour remplacer une icône dans les buts, Miguel Marín, "El Gato", qui a quitté l'équipe à la suite d'une crise cardiaque. Avec ce même maillot, il est vice-champion de la saison 1980-1981 et est élu meilleur gardien de but du tournoi. Avant d'arriver au Mexique, le recruteur du Club América Panchito Hérnandez l'a observé lors d'une séance d'entraînement de Rosario Central et a aimé ses compétences, mais pas son caractère. Il a donc préféré prendre son coéquipier et beau-frère Héctor Miguel Zelada à la place, qui était une star dans les années 1980 avec les Azulcrema. En 1983, il signe au Fútbol Club Barcelona, mais il ne fait pas ses débuts et est prêté au Racing Santander.
En 1984, il rejoint le Ferro Carril Oeste, entraîné par Griguol. Il y a été couronné champion du championnat national. Il a joué un total de 22 matchs dans ce club, concédant 16 buts. Il a continué à l'Instituto et a terminé sa carrière à l'Argentino de Rosario, en deuxième division, prenant sa retraite en raison d'une blessure.
Il a ensuite été entraîneur des gardiens de but à River, puis assistant d'Enrique Meza au Deportivo Toluca, une équipe que Ferrero a fini par diriger après que Meza ait dû quitter le Tournoi d'hiver 2000 pour entraîner l'équipe nationale de football du Mexique, où il a perdu la finale contre Morelia.
À la fin de sa carrière, il était recruteur pour Talleres de Córdoba. Il est décédé le 16 novembre 2015 d'une crise cardiaque en Argentine.